# Паппас, Христос
Христос Паппас (греч. Χρήστος Παππάς, род. 1962, Афины, Греция) — греческий политик. Депутат парламента Греции в 2012—2019 гг. Один из руководителей ультраправой партии «Золотая заря», признанной 7 октября 2020 года преступной организацией. Приговорён к 13 годам тюремного заключения за руководство преступной организацией.

## Биография
Родился в 1962 году в Афинах. Сын армейского офицера Элиаса Христоса Паппаса (Ηλίας Χ. Παππάς), сотрудника режима полковников.
Является крёстным отцом дочери Николаоса Михалолиакоса, лидера «Золотой зари».
По результатам парламентских выборов 6 мая 2012 года избран депутатом парламента. Переизбирался в июне 2012 года, в январе и сентябре 2015 года.
29 сентября 2013 года Христос Паппас был арестован в ходе дела против партии «Золотая заря» после убийства Павлоса Фиссаса. 29 марта 2015 года Христос Паппас был выпущен из тюрьмы в связи с истечением предельного срока предварительного содержания под стражей (18 месяцев). 7 октября 2020 года Апелляционный суд (Εφετείο Αθηνών) в Афинах признал партию преступной группировкой. Никос Михалолиакос, Христос Паппас, Яннис Лагос и ещё четыре человека признаны виновными в руководстве организованной преступной группой. 14 октября Никос Михалолиакос, Христос Паппас, Яннис Лагос и ещё три человека приговорены к 13 годам тюрьмы за руководство преступной группировкой. Артемис Маттеопулос получил 10 лет за руководство преступной группировкой. 22 октября суд вынес окончательное решение в отношении некоторых членов «Золотой зари», в том числе Христоса Паппаса. 23 октября Христос Паппас был объявлен в розыск. Арестован в Афинах летом 2021 года.

## Личная жизнь
Женат, имеет троих детей.